# VEF I–16
A VEF I–16 lett vadászrepülőgép volt, amelyet Kārlis Irbītis tervezett az 1930-as évek második felében. A prototípust a rigai Állami Elektrotechnikai Gyár (VEF) építette meg. Lettország 1940-es szovjet megszállása miatt a fejlesztése félbeszakadt.

## Története
A könnyű vadászrepülőgép kialakításában és koncepciójában a  francia Renault-Caudron C–690-es vadászrepülőgépet követte, közvetlen elődje pedig a VEF I–15-ös gép volt. A gép építését 1938 őszén kezdték el, de az csak lassan haladt, mert várni kellett a Csehszlovákiából megrendelt motorra, valamint a német Propellerwerk Schwarz légcsavarjára. A gép műszereit az amerikai Kollsman cégtől vásárolták. A gép 1940 tavaszára készült el.  
A géppel 1940 tavaszán Konstantins Reichmanis, a VEF berepülő pilótája hajtotta végre az első felszállást. A berepülésnél mintegy 20 perces repülés után kb. 1000 m magasságban leállt a gép motorja. A pilóta az álló motorral problémamentesen leszállt. A repülés után megállapították, hogy az üzemanyagrendszer alacsony nyomása okozta a motorleállást. A hiba kijavítása után még néhány repülést végeztek az I–16-tal. 
Miután a Szovjetunió 1940 nyarán megszállta Lettországot, a szovjet megszálló hatóságok utasítására a VEF-nek a Spilvei repülőtérről el kellett távolítania a gépeit, majd később utasítást kaptak, hogy a részegységek gyártását és a gépek építését is fel kell függeszteniük a további utasításig. 1941 márciusában utasították Kārlis Irbītist, hogy tesztelés céljából készítsen fel és küldjön Moszkvába egy-egy példányt a VEF I–12, VEF I–15a, I–15b, I-16, VEF I–17 és VEF I–18 gépekből. Az I–16-tal azonban továbbra is motorproblémák adódtak és további tesztelésre volt szükség, ezért ez a gép hátramaradt Rigában. A Szovjetunió elleni német támadást követően az I–16-tal sikerült még néhány tesztrepülést végrehajtani a Kalnciems melletti repülőtérről Ernsts Rudzitis pilótának, de a gépet hamarosan lefoglalták a német megszálló erők. Később a Luftwaffe tesztelte, majd a Toruńban működő német repülőiskola használta gyakorló repülőgépként 1942-ig. A gép további sorsa ismeretlen.

## Jellemzői
Az I–16 hagyományos, egyfedelű, szabadonhordó, alsószárnyas kialakítású repülőgép volt. A szárnyvégek lekerekítettek. A gépbe egy csehszlovák gyártmányú Walter Sagitta típusú, feltöltős, léghűtéses V12 motort építettek, amely egy fix állásszögű kéttollú légcsavart hajtott. Ezt a későbbiekben állandó fordulatú, változtatható állásszögű, háromtollú fém légcsavarra akarták cserélni. A prototípusnak merev kialakítású futóműve volt, de a sorozatgyártású gépeket behúzható futóművel tervezték gyártani. A pilótafülke az  üléssel és a kezelőszervekkel egy egységet képezett és hat csapszeggel volt rögzítve a gép sárkányszerkezetéhez, amelyből egy egységként eltávolítható volt. A gép prototípusa nem rendelkezett beépített fegyverzettel, de a törzsbe két 7,9 mm-es Browning géppuska rögzítésére volt hely kialakítva, továbbá a szárnyak alá további géppuskákat lehetett rögzíteni.

## Műszaki adatok

### Geometriai méretek és tömeg-adatok
- Fesztáv: 8,23 m
- Hossz: 7,30 m
- Magasság: 2,70 m
- Szárnyfelület: 11,43 m²
- Üres tömeg: 1100 kg
- Felszálló tömeg: 1540 kg

### Motor
- Száma: 1 db
- Típus: Walter Sagitta I–SR V12 hengerelrendezésű, léghűtéses, mechanikus feltöltésű benzinmotor
- Legnagyobb teljesítmény: 343 kW (460 LE)

### Repülési jellemzők
- Legnagyobb sebesség: 483 km/h
- Legnagyobb repülési magasság: 8100 m
- Hatótávolság: 805 km